# Иха (развалины)
Иха (авар. Ихха) — развалины села в Казбековском районе Дагестана.
Входит в Хубарское сельское поселение.

## География
Село расположено к юго-востоку от районного центра Дылым, На левом берегу реки Сулак, на правой стороне автодороги.
Ближайшие населённые пункты: на севере — Иха, на северо-востоке — сёла Старое Миатли, на юго-западе — село Гуни, на юго-востоке — Зубутль,  на северо-востоке посёлок Дубки.

## История
Село Иха располагалось южнее, ближе к реке Сулак. Жители были переселены в чеченские сёла Акташ-Аух и Юрт-Аух. После землетрясения 1970 года, образовано селение с таким же названием на верхнем склоне.

## Население

### Известные люди
- Сайдулаев, Зубаир Дациевич — председатель колхоза «Дружба», награждён Орденом Красной Звезды